# 코니 윌리스
코니 윌리스(Connie Willis, 1945년 12월 31일 ~ )는 미국의 SF 작가이다.
1945년 12월 31일 미국 콜로라도주 덴버에서 태어났고, 본명은 콘스탄스 일레인 트리머 윌리스다. 오랫동안 교사로 일하면서 여러 잡지에 작품을 기고했지만 별다른 관심을 끌지 못하다가, 1982년 이 책의 표제작 <화재감시원>이 휴고상과 네뷸러상을 동시에 수상하며 주목받기 시작했다. 단편집 《화재감시원》(1985)은 그해 <뉴욕 타임스> 주목할 만한 책으로 선정되었다. 단편 <화재감시원>은 이후 《둠즈데이북》(1992), 《개는 말할 것도 없고》(1998), 《블랙아웃》(2010), 《올클리어》(2010)로 이어지는 옥스퍼드 시간 여행 연작의 모태가 되기도 했는데, 옥스퍼드 시간 여행 연작은 전 작품이 휴고상과 네뷸러상을 받는 전무후무한 기록을 남기기도 했다.
첫 번째 장편 소설 《링컨의 꿈》(1987)으로 존 캠벨상을 받았고, 1992년에 발표한 《둠즈데이북》으로 휴고상과 네뷸러상은 물론 로커스상을 휩쓸었고, 1998년에 발표한 《개는 말할 것도 없고》로 20세기 후반에서 21세기로 이어지는 SF 문학계에 코니 윌리스 전성시대의 문을 열었고, 12년 만에 발표한 《블랙아웃》(2010)과 《올클리어》(2010)로 휴고상과 네뷸러상, 로커스상을 동시에 석권하며 다시 한 번 시간 여행 SF의 절대 강자임을 증명했다. 코니 윌리스는 그동안 장단편을 넘나드는 왕성한 작품 발표로 휴고상 11회, 네뷸러상 7회, 로커스상 12회 수상 등 역사상 가장 많은 메이저 SF 문학상을 받은 작가로 손꼽히며, 2009년 SF 명예의 전당에 헌정되었다. 2011년에는 그 모든 업적과 공로를 아울러, 역사상 28번째로 ‘그랜드 마스터상’을 받으며 명인의 반열에 올랐다.
코니 윌리스는 칠순이 넘은 나이에도 불구하고 여전히 활발한 작품 활동을 이어가고 있으며, 국내에도 옥스퍼드 시간 여행 시리즈 외에 휴고상과 네뷸러상 등 메이저 문학상을 수상한 중단편을 모은 ‘코니 윌리스 걸작선’ 《화재감시원》(2015)과 《여왕마저도》(2016)를 비롯, 유행의 근원을 추적한 《양 목에 방울달기》(2016), 완벽한 소통과 사랑을 다룬 《크로스토크》(2016), 크리스마스 단편집 《빨간 구두 꺼져! 나는 로켓 무용단이 되고 싶었다고!》(2017), 《고양이 발 살인사건》(2017) 등이 번역 소개되어 있다. 

## 작품 목록
중단편 소설 (한국어 제목, 수록 도서)
- 1970 Santa Titicaca
- 1978 Capra Corn
- 1978 Samaritan
- 1979 Homing Pigeon
- 1979 And Come from Miles Around
- 1979 Daisy, in the Sun
- 1981 The Child Who Cries for the Moon
- 1981 Distress Call
- 1982 Lost and Found
- 1982 Fire Watch (화재 감시원, 《화재 감시원》, 아작)
- 1982 And Also Much Cattle
- 1982 The Father of the Bride
- 1982 A Letter from the Clearys (클리어리 가족이 보낸 편지, 《화재 감시원》, 아작)
- 1982 Mail Order Clone
- 1982 Service for the Burial of the Dead
- 1983 A Little Moonshine
- 1983 The Sidon in the Mirror
- 1984 Cash Crop
- 1984 Blued Moon
- 1985 And Who Would Pity a Swan?
- 1985 All My Darling Daughters (사랑하는 내 딸들이여, 《마니아를 위한 세계 SF 걸작선》)
- 1985 Substitution Trick
- 1985 With Friends Like These
- 1985 The Curse of Kings
- 1985 The Pony
- 1986 Chance
- 1986 Spice Pogrom
- 1986 Presents of Mind
- 1987 Circus Story
- 1987 Lord of Hosts
- 1987 Schwarzschild Radius
- 1987 Winter’s Tale
- 1988 Ado
- 1988 The Last of the Winnebagos (마지막 위네바고, 《여왕마저도》, 아작)
- 1989 Time Out
- 1989 Dilemma
- 1989 At the Rialto (리알토에서, 《화재 감시원》, 아작)
- 1990 Cibola
- 1991 Jack
- 1991 Miracle (기적, 《빨간 구두 꺼져! 나는 로켓 무용단이 되고 싶었다고!》, 아작)
- 1991 In the Late Cretaceous
- 1992 Even the Queen (여왕마저도, 《여왕마저도》, 아작)
- 1993 Death on the Nile (나일강의 죽음, 《화재 감시원》, 아작)
- 1993 Close Encounter
- 1993 A New Theory Explaining the Unpredictability of Forecasting the Weather
- 1993 Inn (우리 여관에는 방이 없어요, 《빨간 구두 꺼져! 나는 로켓 무용단이 되고 싶었다고!》, 아작)
- 1994 Why the World Didn’t End Last Tuesday
- 1994 Adaptation (말하라 유령, 《고양이 발 살인사건》, 아작)
- 1996 Nonstop to Portales
- 1996 The Soul Selects Her Own Society: Invasion and Repulsion: A Chronological Reinterpretation of Two of Emily Dickinson’s Poems: A Wellsian Perspective (영혼은 자신의 사회를 선택한다, 《여왕마저도》, 아작)
- 1996 In Coppelius’s Toyshop (코펠리우스 장난감 가게, 《빨간 구두 꺼져! 나는 로켓 무용단이 되고 싶었다고!》, 아작)
- 1997 Newsletter (소식지, 《고양이 발 살인사건》, 아작)
- 1999 The Winds of Marble Arch (마블아치에 부는 바람, 《여왕마저도》, 아작)
- 1999 Cat’s Paw (고양이 발 살인사건, 《고양이 발 살인사건》)
- 1999 Epiphany (동방박사들의 여정, 《고양이 발 살인사건》)
- 2001 deck.halls@boughs/holly (장식하세닷컴, 《빨간 구두 꺼져! 나는 로켓 무용단이 되고 싶었다고!》, 아작)
- 2003 Just Like the Ones We Used to Know (우리가 알던 이들처럼, 《고양이 발 살인사건》, 아작)
- 2005 Inside Job (내부 소행, 《화재 감시원》, 아작)
- 2006 D. A.
- 2007 All Seated on the Ground (모두가 땅에 앉아 있었는데, 《여왕마저도》, 《빨간 구두 꺼져! 나는 로켓 무용단이 되고 싶었다고!》, 아작)
- 2008 New Hat
- 2011 All About Emily (빨간 구두 꺼져! 나는 로켓 무용단이 되고 싶었다고!, 《빨간 구두 꺼져! 나는 로켓 무용단이 되고 싶었다고!》, 아작)
- 2013 Christmas Card
- 2014 Now Showing (절찬 상영중, 《고양이 발 살인사건》, 아작)
- 2017 I Met a Traveller in an Antique Land

중단편집 (한국어판, 출간연도)
- 1985 Fire Watch
- 1991 Distress Call
- 1991 Daisy, in the Sun
- 1994 Impossible Things
- 1994 Uncharted Territory
- 1996 Futures Imperfect
- 1998 Even the Queen and Other Short Stories
- 1999 Miracle and Other Christmas Stories
- 2005 Inside Job
- 2006 Nonstop to Portales
- 2007 The Winds of Marble Arch and Other Stories
- 2007 D. A.
- 2007 All Seated on the Ground
- 2010 Fire Watch
- 2011 All About Emily
- 2013 The Best of Connie Willis: Award-Winning Stories (《화재 감시원》 & 《여왕마저도》, 2016, 아작)
- 2014 Lincoln’s Dreams/Passage
- 2017 A Lot Like Christmas: Stories (《빨간 구두 꺼져! 나는 로켓 무용단이 되고 싶었다고!》 & 《고양이 발 살인사건》, 2017, 아작)

장편소설 (한국어판, 출간연도)
- 1982 Water Witch
- 1987 Lincoln’s Dreams
- 1989 Light Raid
- 1992 Doomsday Book (《둠즈데이북》, 2018, 아작)
- 1994 Uncharted Territory
- 1994 Remake
- 1996 Bellwether (《양 목에 방울 달기》, 2016, 아작)
- 1997 Promised Land
- 1998 To Say Nothing of the Dog (《개는 말할 것도 없고》, 2018, 아작)
- 2001 Passage
- 2010 Blackout (《개는 말할 것도 없고》, 2018, 아작)
- 2010 All Clear (《올클리어》, 2019, 아작)
- 2016 Crosstalk (《크로스토크》, 2016, 아작)